# 安重根击毙伊藤博文
《安重根击毙伊藤博文》（：／）是1979年朝鲜为纪念爱国义士安重根诞辰100周年而创作的艺术电影，片长145分钟，朝鲜艺术电影制片厂出品，上海电影译制厂同年译有中文版本。时至今日，该片作为怀旧影片在中国大陆仍有影碟销售。
本片由白头山创作团编写。

## 演职人员
- 导演：严吉善（金日成奖获得者、人民演员）
- 摄影：郑益汉（人民艺术家）
- 作曲：李学范（功勋艺术家）

主要演员：
- 李仁文（功勋演员） 饰 安重根
- 黄永日（人民演员） 饰 伊藤博文
- 俞京爱（人民演员） 饰 金明国的大嫂
- 朴奉益（功勋演员） 饰 林权助（时任日本驻韩国公使）
- 吴享文（功勋演员） 饰 李根泽（军部大臣，卖国贼，“乙巳五贼”之一）
- 朴太洙（功勋演员） 饰 李儁（爱国官员，后在1907年海牙万国会议上自杀殉国）
- 金永根 饰 李完用（原学部大臣，后任大韩帝国内阁总理大臣，卖国贼，“乙巳五贼”之一）
- 郑义兼 饰 吴敬植（汉城《大韩每日申报》新闻记者，安重根的挚友）
- 赵明善 饰 金明国（安重根从日军处搭救的挚友，后在参加义兵运动时被日军打死）
- 崔大植 饰 韩圭卨（原大韩帝国内阁总理大臣，爱国者，后被伊藤博文撤职）
- 吴英焕 饰 禹德淳（帮助安重根暗杀伊藤博文的俄国“大韩独立会”成员）
- 李永和 饰 赵道善（俄国“大韩独立会”成员）
- 李根友 饰 宋秉畯（卖国大臣，“一进会”头目，曾改用日本式姓名“野田平一郎”）
- 徐幸香 饰 裴贞子（自称“闵妃（明成皇后）的远亲”，伊藤博文的韩国养女，卖国贼）

## 影片梗概
1905年，日本在日俄战争中获胜，朝鲜半岛被俄国确认为日本势力范围。日本帝国主义为达到最终吞并朝鲜半岛的目的，由伊藤博文出任日本驻大韩帝国首任统监。
伊藤博文就任后，收买李完用、宋秉畯等卖国贼，增兵数万于汉城，威逼大韩帝国订下丧权辱国的《乙巳条约》及其它一系列的附属条约，在外交、财政、军事和内务上剥夺了韩国的独立主权，使韩国一步步被日本殖民化。
1907年，安重根目睹祖国危亡，救国运动被日本殖民者不断破坏、镇压，遂流亡俄国远东地区参加义兵，回国打响反日战争。
1908年，由于日本殖民者武器上的优势，义兵运动失败，大批爱国志士惨遭捕杀。
认为救国无门的安重根1909年重新流亡俄国，在一次俄国朝侨密会中，他提倡采用恐怖手段暗杀伊藤博文等，以达到扭转局势的目的。
暗杀计划获得了认可，1909年10月26日，他趁伊藤博文去哈尔滨会晤俄国财长之机，化装成日本人，在车站击毙了伊藤博文。
安重根最后被俄方逮捕入狱，后移交日本方面，并关押于旅顺监狱。
随后的审讯中，安重根义正辞严，历数伊藤博文的种种罪行。1910年2月14日，日方匆忙判处安重根死刑。同年3月26日，安重根身着白色韩服，在绞刑架下昂扬就义。 
1910年8月29日，日韩合并，朝鲜半岛进入了长达35年的日治时期。